# Simpòsium

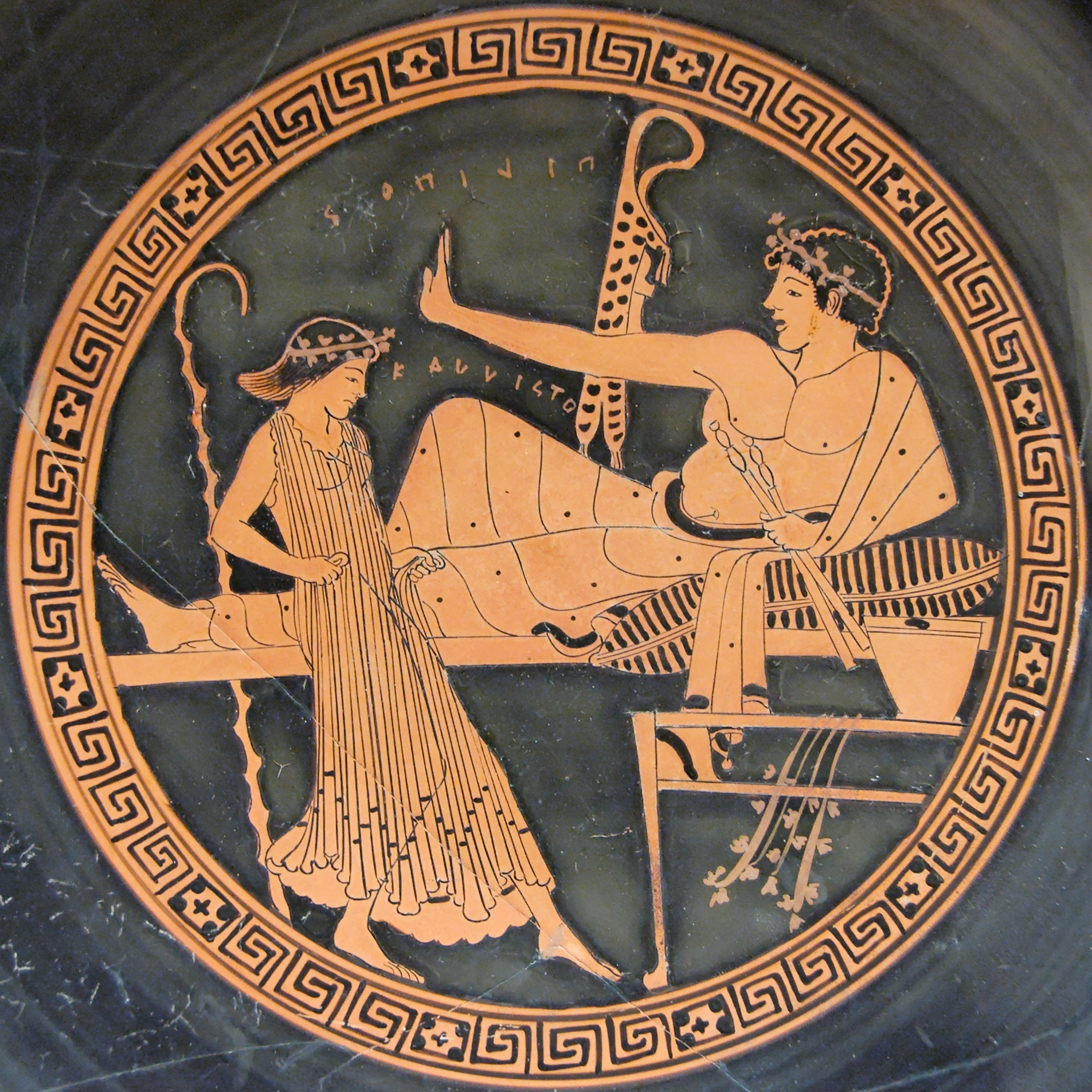
Simposiasta amb hetaira, kylix àtic de figures vermelles amb la inscripció PILIPOS KALLISTO" (Filip és el més guapo)

Simpòsium o simposi (de l'antic grec συμπόσιον symposion o symposio, de συμπίνειν sympinein, "beure plegats", arribat al català com a manlleu directe del llatí) era el nom donat pels grecs a la reunió que gairebé sempre seguia al sopar, quan es bevia pel plaer de fer-ho i s’acompanyava de música, dansa, poesia o conversa.
Les obres literàries que descriuen o tenen lloc en un simposi inclouen dos diàlegs socràtics, el Simposi (també anomenat El convit) de Plató i el Simposi de Xenofont, així com una sèrie de poemes grecs com les Elegies de Teognis de Mègara. Els simposis es representen tant a l'art grec com a l'etrusc, mostrant escenes similars.

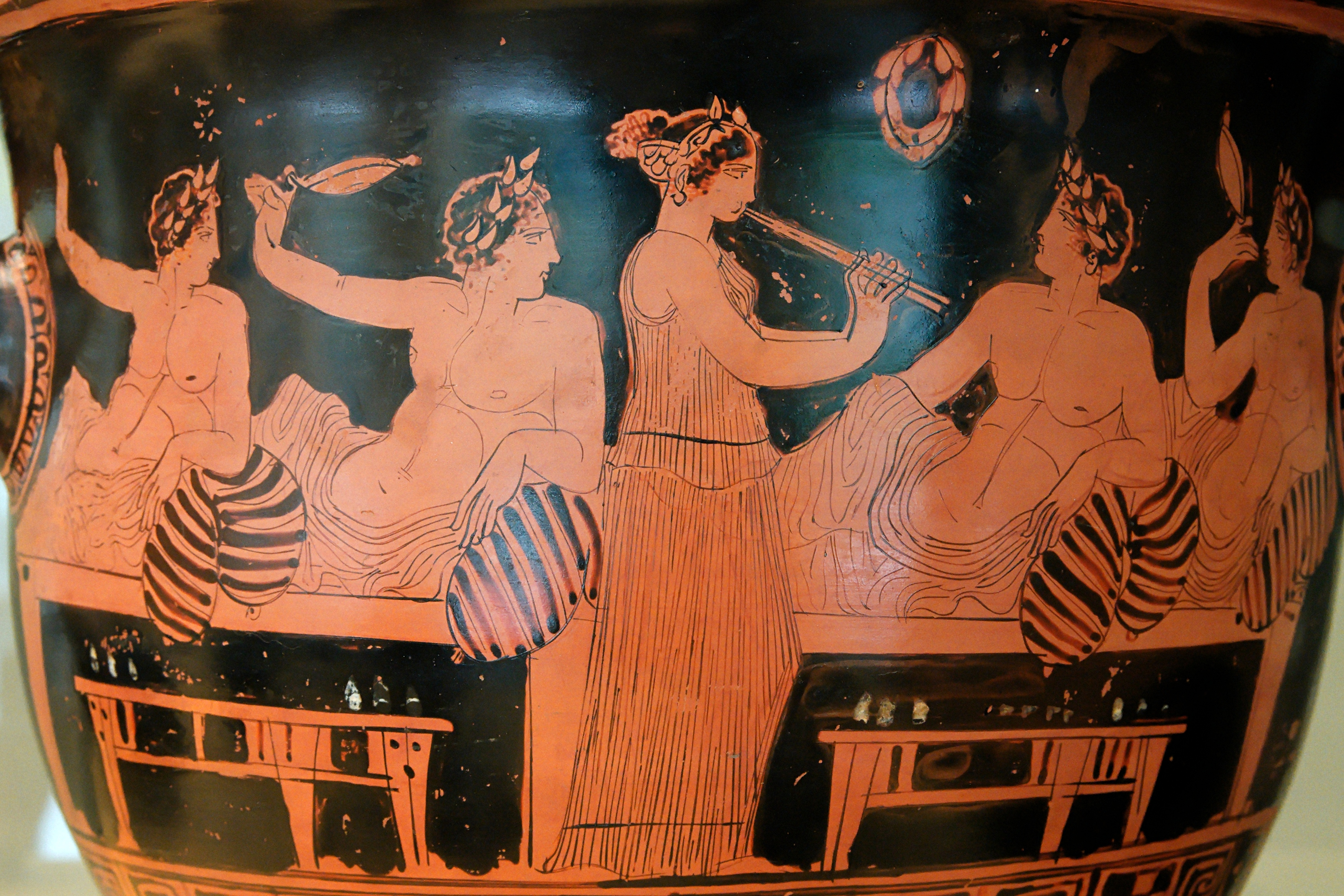
Gerro acampanat àtic amb figures vermelles, representant una escena de simposi: els assistents al banquet juguen al joc dels kottabos mentre una noia toca els aulos. Hi ha una corona de llorer penjada a la paret i altres corones de llorer als caps.

## Desenvolupament
Aquesta trobada era diferent a l'àpat, i tenia unes cerimònies pròpies. Al simposi sovint s'hi afegien persones que no havien participat en el menjar i només anaven al beure. Els grecs no acostumaven a beure durant el sopar, i fins al final de l'àpat no bevien vi i es coronaven amb flors. Al llibre El convit (συμπόσιον) de Plató es llegeix que un cop acabat el sopar, es feien libacions i es cantava el pean, i els reunits passaven a beure.
Els comensals bevien d'acord amb les prescripcions que marcava del simposiarca (συμποσίαρχος), cantaven cançons, recitaven poesies o conversaven, acompanyats moltes vegades de música. De vegades encetaven llargues converses filosòfiques. Els Convits de Plató i de Xenofont donen idea del desenvolupament d'aquestes reunions.
Els participants d'aquests banquets s'adornaven el cap amb corones de flors. Les representacions dels simposis són freqüents a la ceràmica grega, on sovint apareix representat el joc del cótabos, freqüent en els simposis, i que consistia a llançar el vi de la copa, intentant encertar en un lloc determinat. Segons sembla, el simposi permetia beure d'una manera més avian desenfrenada, i per això s'havien prohibit els simposis a Esparta i a Creta. Museu, un personatge mitològic grec, poeta, sacerdot, endeví i músic, explicava que a l'Hades, els difunts passaven allà el seu temps en un estat d'embriaguesa perpètua com a recompensa per les seves accions.
Els simposis eren molt freqüents a Atenes. Al beure l'acompanyava una conversa agradable, amb músiques i danses, fins i tot amb jocs i distraccions de diversa mena. L'única beguda era el vi de raïm (a part d'aigua), ja que el vi de palma i la cervesa, tot i que eren coneguts, no es van introduir mai. L'abundància del vi permetia a persones de condició mitjana poder oferir simposis als seus amics.
El vi era quasi sempre barrejat amb aigua, ja que beure'l sense barrejar (ἄκρατον) era considerat un costum dels bàrbars. Es diu que fins i tot el legislador Zaleuc va establir una llei a la Lòcrida que condemnava a mort a qui bevia el vi sense aigua, excepte si ho manava el metge. El rei espartà Cleòmenes I va ser acusat de boig pels espartans per beure el vi sense barrejar i aquesta pràctica segons Heròdot, es donava entre els escites. Tant freqüent era el costum de barrejar el vi amb aigua, que la paraula οἶνος (vi) volia dir vi barrejat amb aigua. La barreja era variable però en general sempre hi havia d'haver més aigua que vi. Segons Plutarc, Ateneu de Naucratis i Eustaci les proporcions més comunes eren 3:1, 2:1 i 3:2. Hesíode recomanava 3:1. Es podia barrejar amb aigua calenta o freda; la calenta (els romans l'anomenen calida) era menys comuna, i en general s'utilitzava aigua freda, quan més freda millor, i per això usaven neu i gel; alguna vegada s'afegia mel al vi, o alguna espècie i algun altre ingredient esmentat més ocasionalment.

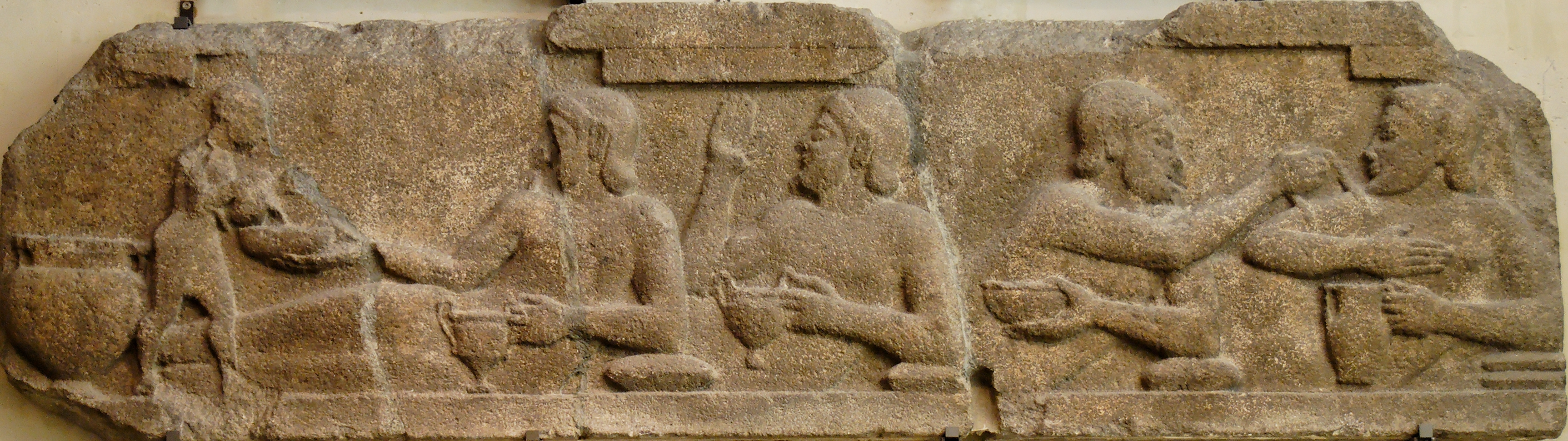
Escena de banquet. Arquitrau esculpit del temple d'Atenea a Assos. Traquita, tercer quart del segle VI aC.

La barreja es feia en un gran recipient anomenat κρατήρ (Crater) des d'on s'abocava, amb uns recipients més petits, a les copes, que podien ser de moltes menes. Les més habituals eren el cílix (κύλιξ), el fiale (φιάλη), l'escif (σκύφος) i altres. També el corn de beure o ríton (ῥυτόν) era utilitzat sovint. Els participants al simposi es reclinaven en lliteres i portaven garlandes de flors. A cada una de les lliteres s'hi instal·laven normalment dos convidats, però de vegades, a les representacions conservades, s'observen quatre o cinc persones en una mateixa llitera. Els convidats es reclinaven sobre el braç esquerre, en uns coixins. Un mestre de cerimònies o simposiarca conduïa el simposi i les seves indicacions eren obeïdes per tots.
L'elecció del simposiarca es feia a sorts, normalment llençant les tabes, i una de les seves funcions era acordar la proporció d'aigua que es barrejaria amb el vi. Abans de començar s'acordava també el que es beuria, ja que no es permetia deixar a cadascú que begués tant com vulgues. En els primers temps es bevia en copes petites però més tard es van introduir copes força grans, i abans d'iniciar el simposi es fixaven les mides. El simposiarca havia de ser obeït per tothom, i les desobediències sovint es sancionaven amb burles en públic per deixar a l'infractor en ridícul. Els esclaus servents havien d'obeir també al simposiarca, encara que no fossin els seus. Al Convit de Plató es descriuen grans copes de vuit còtiles que es bevien d'un sol glop. Les copes rodaven de dreta a esquerra i el mateix orde es mantenia en la conversa. El tema més freqüent era el de la salut. La música i la dansa es van obrir pas als simposis, però sense presència de dones músiques. Plató s'hi mostrava en contra. Finalment es va acabar per introduint les dones ballarines o flautistes que també feien funcions d'heteres. El simposiarca introduïa jocs i endevinalles i altres enigmes; un joc molt popular era el còtabos. El latbuncili consistia a fer girar una moneda posada dreta per la vora i fent-la parar posant un dit al damunt. Si no hi havia simposiarca el vi es bevia com agradava a cadascú.

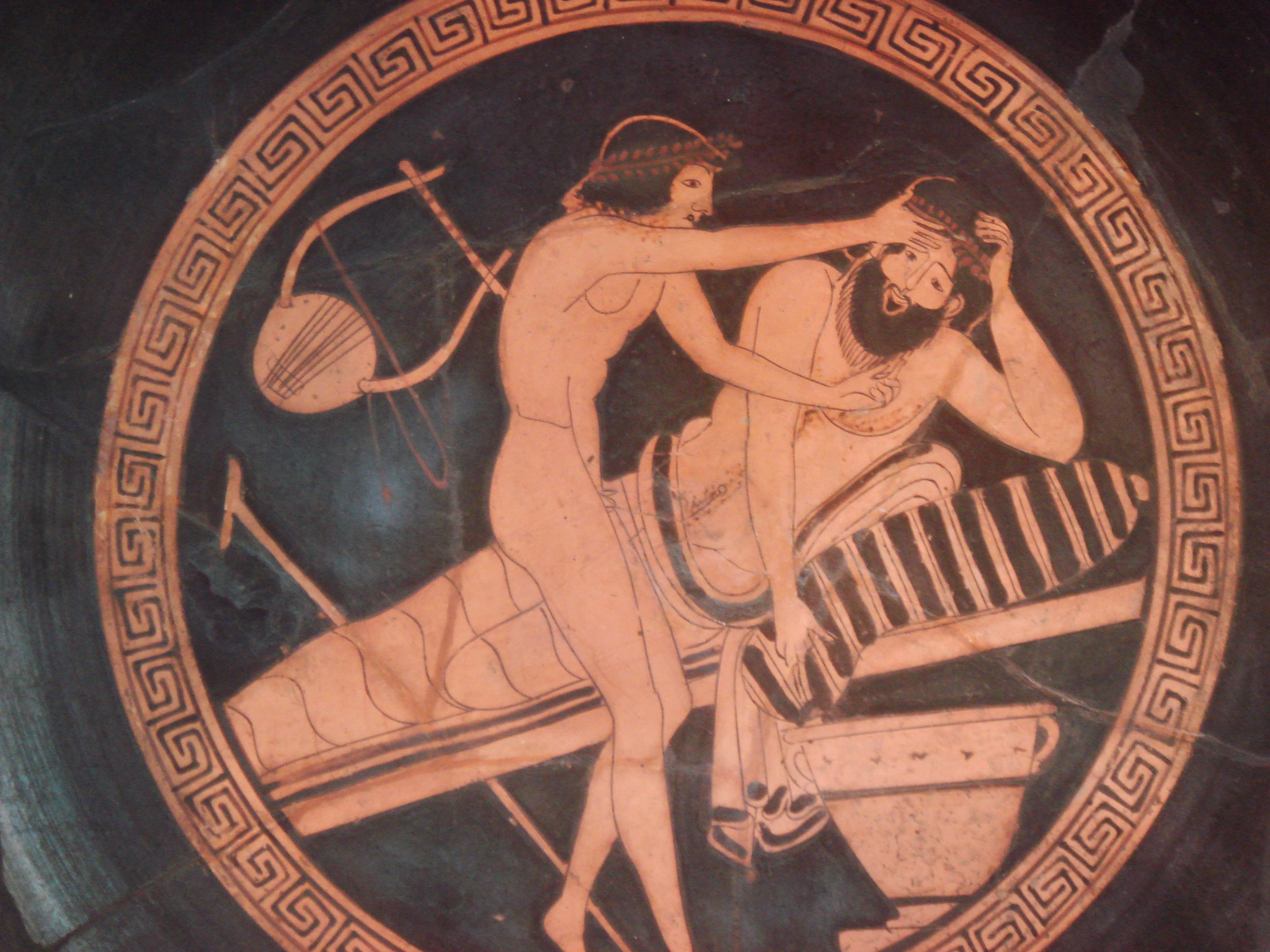
Un home borratxo vomita, mentre un jove esclau li agafa el front. Pintor de Brygos, 500-470 a.C. Museu Nacional de Dinamarca. Fotografia de Stefano Bolognini.

Els esclaus servien sempre el vi d'esquerra a dreta, i en aquest ordre també intervenien els participants en les converses. S'acostumava a beure a la salut dels altres, i els tics, en les grans ocasions regalaven les copes on bevien, magnífiques, als convidats. La música i la composició poètica normalment la tocaven i recitaven convidats experts seleccionats pel simposiarca. Quan es començava una cançó, sovint la continuava el company de la dreta del cantant, quan rebia la copa per beure i una branca de murtra.
La finalitat del simpòsium no era la beguda o l'embriaguesa, sinó una conversa intel·lectual, tal com ho descriuen Plató, Xenofont, el Banquet dels set savis (Επτά σοφών συμπόσιον) de Plutarc i El sopar dels erudits d'Ateneu de Nàucratis, encara que això no vol dir que tots els simposis eren d'altíssim nivell intel·lectual.

## ElConviviumdels romans
Els simposis romans es deien sovint convivium però la paraula comissatio, també utilitzada, sens dubte relacionada amb κῶμος ('comos', festí nocturn, banquet), és més propera al significat grec. Els romans bevien normalment durant el menjar (coena) que prolongaven algunes hores, però el costum sobre el beure era molt similar a la grega. Els romans també celebraven trobades només per beure després dels àpats de la nit, a imitació dels grecs. El seu simposiarca es deia magister o rex convivii o arbiter bibendi, i es creu que també fixava els ritmes de la beguda i el desenvolupament de la trobada, encara que no hi ha fonts que en parlin plenament. A l'obra de Plaute Mostellaria, un dels protagonistes, acabat el sopar, se'n va a casa del seu amic a participar en una comissatio, i se suposa que seguia els costums grecs. Ciceró diu que comissatio era la paraula habitual per aquestes trobades on s'anava a beure i a parlar, però també les anomena convivium i compotatio (reunió per beure). Varró parla d'una comissatio pública o publicum convivium, on hi havia un mestre de cerimònies que fixava les proporcions d'aigua al vi, establia les regles per l'entreteniment dels assistents i es cuidava de fer complir les sancions. Alguns autors pensen que el convidat que proposava el brindis fixava també les proporcions d'aigua que s'havien d'afegir al vi.
Els romans, quan iniciaven la celebració, acostumaven a brindar per alguna divinitat, o també per la lluna. Durant l'Imperi, el primer brindis era per l'emperador, i els altres variaven en funció de la imaginació dels comensals, diu William Smith. La diferència amb els simpòsiums grecs era que en aquestes celebracions romanes hi podien assistir les dones i sovint acabaven en orgies.